# Cassià Just
Cassià Maria Just i Riba (22 de agosto de 1926 - 12 de marzo de 2008) fue religioso y músico español, abad del monasterio de Montserrat de 1966 a 1989.

## Biografía
Nació el 22 de agosto de 1926 en Barcelona. A la edad de nueve años, se unió a la Escolanía de Montserrat para estudiar música. Se hizo miembro de la Orden de San Benito como novicio del monasterio de Santa María de Montserrat el 6 de agosto de 1943. El 27 de agosto de 1950 fue ordenado sacerdote. Sus estudios musicales, con énfasis en el órgano, continuaron en Roma y París hasta 1956. Sus estudios le permitieron componer varias piezas polifónicas. De 1957 a 1964 fue maestro de novicios en Montserrat.
En 1964 fue elegido prior de la abadía de Montserrat. Se convirtió en abad en 1966, para reemplazar a Aureli Maria Escarré, quien había tenido que exiliarse durante el gobierno de Francisco Franco por algunas declaraciones públicas en contra de su régimen, siguiendo sus pasos. Le dio a la abadía un estilo pacífico y de mente abierta, acogiendo en la abadía gente de toda ideología. Durante aquel tiempo, mantuvo sólidos lazos con el papa Pablo VI. Su manejo de la abadía es notable porque tuvo lugar durante una época en la cual se dieron cambios en España y en el catolicismo: pocos años después del Concilio Vaticano II y durante los últimos años de la dictadura de Franco y la Transición Española. Por su oposición al régimen de Franco fue conocido como "el abad rojo".
Tras terminar su trabajo como abad se involucró en varias causas humanitarias. En 1989 creó una fundación contra el desempleo y para ayudar a los discapacitados. Asimismo, en 1994 formó una fundación con su nombre para ayudar a quienes estaban en riesgo de ser excluidos por la sociedad a encontrar empleo. En 1991 la Generalidad de Cataluña le otorgó el premio Cruz de San Jorge. En sus últimos años se manifestó públicamente en favor de los métodos anticonceptivos y de la eutanasia pasiva, y criticó la actitud de rechazo de la jerarquía católica hacia los homosexuales.
A finales de diciembre de 2007, sufrió un accidente cerebrovascular por el cual tuvo que ser internado en el hospital Sant Joan de Déu de Manresa. El 9 de marzo sufrió de otro accidente, que lo dejó extremadamente delicado. Falleció el 12 de marzo de 2008 en la enfermería del monasterio. Más de 1500 personas acudieron a su funeral, entre ellos los últimos tres presidentes de la Generalidad: Jordi Pujol, Pasqual Maragall y José Montilla; Marius Rubiralta, vicecanciller de la Universidad de Barcelona; Jaume Camprodon, el antiguo arzobispo de Gerona y Josep Caminal, antiguo director del Gran Teatro del Liceo de Barcelona.